# فرودگاه ال الکراوان
فرودگاه ال الکراوان (به انگلیسی: El Alcaraván Airport) (به زبان بومی: Aeropuerto El Alcaraván) یک فرودگاه همگانی با کد یاتا EYP است که یک باند فرود آسفالت دارد و طول باند آن ۲٫۵۷۵ متر است. این فرودگاه در کشور کلمبیا قرار دارد و در ارتفاع ۳۱۳ متری از سطح دریا واقع شده است.